# Плесса (озеро)
Пле́сса (бел. Пле́са) — озеро в Россонском районе Витебской области Белоруссии. Относится к бассейну реки Дрисса.
Располагается в 37 км к востоку от городского посёлка Россоны и в 1,5 км к западу от деревни Нивье, неподалёку от российско-белорусской границы. Входит в состав республиканского ландшафтного заказника «Синьша».
Площадь поверхности озера составляет 0,04 км². Длина — 0,4 км, наибольшая ширина — 0,2 км. Длина береговой линии — 0,9 км.
Склоны котловины невыраженные. Берега низкие, поросшие кустарником и редколесьем.
Водоём подвержен зарастанию и окружён заболоченной поймой шириной 100—200 м. С восточного края к озеру примыкает лесной массив.
Озёра Плесса и Островцы соединены протокой.